# 粉麻竹
粉麻竹（学名：Dendrocalamus pulverulentus）为禾本科牡竹属下的一个种。

## 扩展阅读
- 維基物種上的相關：粉麻竹